# Departamento de M'Bagne
M'Bagne es un departamento de la región de Brakna, en Mauritania. En marzo de 2013 presentaba una población censada de 43 600 habitantes. Está formado por las siguientes comunas, que se muestran asimismo con población de marzo de 2013:
- Bagodine 11,263
- Edbaye El Hijaj 7,489
- M'Bagne 11,859
- Niabina 12,989[1]